# Марцаботто
Марцаботто (італ. Marzabotto) —комуна в Італії, у регіоні Емілія-Романья, є частиною метрополійного міста Болонья.
Марцаботто розташоване на відстані близько 300 км на північ від Рима, 22 км на південний захід від Болоньї.
Населення — 6813 осіб (2014).
День покровителя міста Святого Йосипа відзначають 19 березня. 

## Демографія
Населення за роками:

Станом на 1 січня 2023 року в муніципалітеті офіційно проживали 782 іноземці з 58 країн, серед них 186 громадян країн Євросоюзу та 30 громадян України.

## Сусідні муніципалітети
- Вальзамоджа
- Вергато
- Гриццана-Моранді
- Монте-Сан-П'єтро
- Монцуно
- Сассо-Марконі